# 階級の敵
階級の敵という用語はマルクス主義の階級理論に由来する。それによると、階級とは、経済的・政治的目標を掲げて対立する人々の集団で、階級闘争を行う。
この説によると、現在は2つの階級が存在することになる。物質的手段（生産手段、すなわち土地財産と資本）の所有者と、労働力のみを所有する者、労働者階級、プロレタリアートのことである。
階級の敵は、人やグループを指すのに使われることがある。相手を敵として認定し、克服・破壊することを目的とした非難である場合もあるが、純粋に分析的な意味合いで使われることもある。この言葉は、マルクスやエンゲルスの著作には出てこない。

## ソ連での使われ方
階級の敵、あるいは労働者・人民の敵は、ソビエトの歴史の最初の数年間、嫌われ者、反体制者、反対派メンバーに対する迫害の中心的な用語であった。1918年9月8日には、内務人民委員部が「赤色テロに関する法令」で、階級の敵を強制収容所に閉じ込めるよう命じた。 1927年には、ロシア・ソビエト連邦社会主義共和国の刑法58条にこの言葉が含まれ、反革命犯罪を犯罪として取り締まるようになった。銃殺に次ぐ「社会的保護の最も重大な措置」として、この法律は「労働者の敵として宣言し、財産の没収、連邦共和国の市民権の剥奪、連邦の領土からの永久追放を併科する」ことを規定した。1929年から1932年のクラーク撲滅運動の間、この言葉は大量逮捕、大量処刑、いわゆる強制収容所の特別居住区への強制移送を正当化する理由となった。 1936年に大粛清が始まると、代わりに「人民の敵」という言葉がますます使われるようになり、共産党員自身の迫害と根絶も可能になった。

## 東ドイツでの使われ方
ドイツ民主共和国では、この用語は別の意味で使われていた。
中規模の民間企業が国有化された後、労働者と協同組合農民の「友好階級」しか存在しなかったので、階級闘争はSEDと GDR のメディアによって国際レベル、つまり資本主義国家とその政府に位置付けられた。そして、資本主義国家とその政府のドイツ連邦共和国とアメリカが階級の敵と呼ばれるようになった。国家保安省（MfS）は、その「警戒」と作戦活動の対象、すなわち「労働者階級と社会主義に敵対するすべての敵対階級勢力」を定義するのに、階級の敵という言葉を使ったのである。内外の階級的な敵を区別するために、後者にはしばしば帝国主義者という属性が付与された。MfSの内部で敵対的否定者と呼ばれていた内部階級の敵に対しては、彼らを迅速に認識し、行動を止め、必要なら「最短時間で清算」し、いわゆる「分解」を適用せよ、という命令であった。こうして、思考、発言、行動においてあらかじめ定義された政治的意見や行動様式から逸脱したドイツ民主共和国国民は、国を出ようとする人々と同様に、階級敵または敵対的否定的人物であるとみなされた。